# Olyra (pez)
Olyra es el único género que contiene la familia monotípica Olyridae, en el orden de los Siluriformes. Sus 6 especies habitan en cuerpos de agua dulce de clima tropical del sur y sudeste de Asia.

## Características y distribución geográfica
Esta familia es endémica del sur y sudeste de Asia, en cuencas de  India y Birmania.
Se caracteriza por poseer un cuerpo alargado y sin escamas. Muestra 4 pares de barbillas. Sus ojos son pequeños y quedan por debajo de la primera capa de piel. La aleta dorsal no tiene espina, y presenta 7 u 8 radios blandos. La aleta anal cuenta con de 48 a 53 radios.  La aleta adiposa se encuentra más abajo. La aleta caudal es larga y termina en puntas o bifurcada. Cuenta con de 48 a 53 vértebras.

## Taxonomía
Este familia fue descrita originalmente en el año 1893 por el ictiólogo y naturalista alemán Wilhelm Peters. El género Olyra fue descrito en el año 1842 por el ictiólogo John McClelland. La especie tipo es: Olyra longicaudata.
Especies
Se subdivide en 7 especies:
- Olyra astrifera Arunachalam, Raja, Mayden & Chandran, 2013[5]
- Olyra burmanica F. Day, 1872
- Olyra collettii (Steindachner, 1881)
- Olyra horae (Prashad & Mukerji, 1929)
- Olyra kempi B. L. Chaudhuri, 1912 (sinónimo más moderno de la siguiente según algunos autores)
- Olyra longicaudata McClelland, 1842
- Olyra saginata Ng, Lalramliana & Lalthanzara, 2014

Etimología
Etimológicamente el nombre genérico Olyra se construye con la palabra del idioma griego, en donde: olyra,-as que significa hecho de trigo.